# Штурмовой
Штурмовой — посёлок в Ягоднинском районе Магаданской области.

## География
Посёлок находится около реки Чек-Чека и реки Спарщик.

## Население
| 1994 | 2002 | 2010 | 2013 | 2021 |
| ---- | ---- | ---- | ---- | ---- |
| 1300 | ↘262 | ↘29  | ↗41  | ↘3   |